# Campionato italiano di beach soccer 2018
La Serie Aon 2018 è stata la 15ª edizione della massima serie del campionato italiano di calcio da spiaggia, disputata tra l'8 giugno e il 12 agosto 2018 e conclusa con la vittoria del Catania, al suo secondo titolo, che nella finale di Catania ha battuto per 7-4 la Sambenedettese.
Capocannoniere del torneo è stato Gabriele Gori (Viareggio) con 29 reti.

## Formato
L'edizione 2018 del campionato italiano di beach soccer è la 15ª organizzata dalla FIGC-Lega Nazionale Dilettanti.
La Serie A 2018 è composta da 20 squadre divise in due gironi (A e B). La strada per il titolo di Campione d'Italia è suddivisa in 5 tappe, due per ciascun girone e una con entrambi i raggruppamenti del campionato.
Le prime quattro classificate di ogni girone si qualificano alla fase finale svoltasi Catania dal 10 al 12 agosto.

## Calendario
Ecco le date stabilite dalla federazione.
| Data               | Paese             | Città                    | Stage                                |
| ------------------ | ----------------- | ------------------------ | ------------------------------------ |
| 8–10 giugno        | Italia (bandiera) | Quartu Sant'Elena        | 1ª Tappa girone B                    |
| 15–17 giugno       | Italia (bandiera) | San Benedetto del Tronto | 1ª Tappa girone A, 2ª Tappa girone B |
| 29 giugno–1 luglio | Italia (bandiera) | Lignano Sabbiadoro       | 2ª Tappa girone A                    |
| 20–22 luglio       | Italia (bandiera) | Bellaria Igea Marina     | 3ª Tappa girone A                    |
| 27–29 luglio       | Italia (bandiera) | Giugliano in Campania    | 3ª Tappa girone B                    |
| 10–12 agosto       | Italia (bandiera) | Catania                  | Finali                               |

## Squadre partecipanti
Di seguito la composizione dei due gironi:

### Girone A
| Club           | Città                    | Stagione precedente |
| -------------- | ------------------------ | ------------------- |
| Bragno         | Bragno                   | Esordiente          |
| Brescia        | Brescia                  | 7º girone A         |
| Lazio          | Roma                     | 5º girone A         |
| Nettuno        | Nettuno                  | 6º girone A         |
| Pisa           | Pisa                     | 3ª Playoff          |
| Rimini         | Rimini                   | Esordiente          |
| Romagna        | Ravenna                  | 9º girone A         |
| Sambenedettese | San Benedetto del Tronto | Campione            |
| Vastese        | Vasto                    | 8º girone A         |
| Viareggio      | Viareggio                | 4ª Playoff          |

### Girone B
| Club                | Città             | Stagione precedente |
| ------------------- | ----------------- | ------------------- |
| Atletico Licata     | Licata            | 9º girone B         |
| Catania SSD         | Tremestieri Etneo | 7ª Playoff          |
| Catania             | Catania           | 2ª Playoff          |
| Ecosistem Catanzaro | Catanzaro         | 5º girone B         |
| Ecosistem Lamezia   | Lamezia Terme     | 6º girone B         |
| Napoli              | Napoli            | 6ª Playoff          |
| Palazzolo           | Palazzolo Acreide | Esordiente          |
| Sicilia             | Catania           | 7º girone B         |
| Terracina           | Terracina         | 8ª Playoff          |
| Cagliari            | Cagliari          | Esordiente          |

## Girone A

### Classifica[7]
|  | Pos. | Squadra        | Pt | G | V | N | P | GF | GS | DR  |
|  | ---- | -------------- | -- | - | - | - | - | -- | -- | --- |
|  | 1.   | Sambenedettese | 27 | 9 | 9 | 0 | 0 | 56 | 19 | +37 |
|  | 2.   | Lazio          | 24 | 9 | 8 | 0 | 1 | 51 | 21 | +30 |
|  | 3.   | Pisa           | 21 | 9 | 7 | 0 | 2 | 41 | 19 | +22 |
|  | 4.   | Viareggio      | 18 | 9 | 6 | 0 | 3 | 68 | 28 | +40 |
|  | 5.   | Brescia        | 14 | 9 | 4 | 0 | 4 | 33 | 44 | -11 |
|  | 6.   | Nettuno        | 6  | 6 | 2 | 0 | 7 | 39 | 50 | -11 |
|  | 7.   | Bragno         | 6  | 9 | 2 | 0 | 7 | 28 | 46 | -18 |
|  | 8.   | Vastese        | 6  | 9 | 2 | 0 | 7 | 23 | 50 | -27 |
|  | 9.   | Romagna        | 6  | 9 | 2 | 0 | 7 | 20 | 47 | -27 |
|  | 10.  | Rimini         | 6  | 9 | 2 | 0 | 7 | 26 | 61 | -35 |

      Ammesse alla fase finale.

### 1ª Tappa - San Benedetto del Tronto[8][9]

#### 1ª Giornata[10]
| Squadra 1      | Risultato | Squadra 2 |
| -------------- | --------- | --------- |
| Pisa           | 7-3 Ref.  | Bragno    |
| Romagna        | 1-10 Ref. | Viareggio |
| Nettuno        | 4-5 Ref.  | Vastese   |
| Lazio          | 9-3 Ref.  | Brescia   |
| Sambenedettese | 9-3 Ref.  | Rimini    |

#### 2ª Giornata[11]
| Squadra 1      | Risultato | Squadra 2 |
| -------------- | --------- | --------- |
| Viareggio      | 10-1 Ref. | Brescia   |
| Vastese        | 0-6 Ref.  | Lazio     |
| Bragno         | 1-6 Ref.  | Nettuno   |
| Romagna        | 5-4 Ref.  | Rimini    |
| Sambenedettese | 4-3 Ref.  | Pisa      |

#### 3ª Giornata[12]
| Squadra 1 | Risultato | Squadra 2      |
| --------- | --------- | -------------- |
| Brescia   | 6-5 Ref.  | Vastese        |
| Lazio     | 3-2 Ref.  | Bragno         |
| Rimini    | 3-10 Ref. | Viareggio      |
| Pisa      | 5-0 Ref.  | Romagna        |
| Nettuno   | 3-8 Ref.  | Sambenedettese |

### 2ª Tappa - Lignano Sabbiadoro[13][14]

#### 1ª Giornata[15]
| Squadra 1      | Risultato | Squadra 2 |
| -------------- | --------- | --------- |
| Bragno         | 2-8 Ref.  | Viareggio |
| Rimini         | 1-12 Ref. | Lazio     |
| Romagna        | 1-5 Ref.  | Brescia   |
| Pisa           | 5-3 Ref.  | Nettuno   |
| Sambenedettese | 5-0 Ref.  | Vastese   |

#### 2ª Giornata[16]
| Squadra 1 | Risultato | Squadra 2      |
| --------- | --------- | -------------- |
| Brescia   | 6-2 Ref.  | Rimini         |
| Vastese   | 3-2 Ref.  | Romagna        |
| Bragno    | 3-8 Ref.  | Sambenedettese |
| Viareggio | 11-6 Ref. | Nettuno        |
| Lazio     | 4-2 Ref.  | Pisa           |

#### 3ª Giornata[17]
| Squadra 1      | Risultato | Squadra 2 |
| -------------- | --------- | --------- |
| Bragno         | 6-2 Ref.  | Rimini    |
| Pisa           | 0-6 Ref.  | Vastese   |
| Sambenedettese | 6-0 Ref.  | Romagna   |
| Brescia        | 4-3 Ref.  | Nettuno   |
| Viareggio      | 2-5 Ref.  | Lazio     |

### 3ª Tappa - Bellaria Igea Marina[18][19]

#### 1ª Giornata[20]
| Squadra 1      | Risultato      | Squadra 2 |
| -------------- | -------------- | --------- |
| Nettuno        | 6-5 Ref.       | Romagna   |
| Viareggio      | 11-2 Ref.      | Vastese   |
| Bragno         | 3-4 (dts) Ref. | Brescia   |
| Sambenedettese | 6-2 Ref.       | Lazio     |
| Rimini         | 0-4 Ref.       | Pisa      |

#### 2ª Giornata[16]
| Squadra 1      | Risultato | Squadra 2 |
| -------------- | --------- | --------- |
| Pisa           | 6-3 Ref.  | Brescia   |
| Romagna        | 4-3 Ref.  | Bragno    |
| Nettuno        | 3-5 Ref.  | Lazio     |
| Sambenedettese | 5-4 Ref.  | Viareggio |
| Rimini         | 5-4 Ref.  | Vastese   |

#### 3ª Giornata[21]
| Squadra 1 | Risultato | Squadra 2      |
| --------- | --------- | -------------- |
| Romagna   | 2-5 Ref.  | Lazio          |
| Vastese   | 4-5 Ref.  | Bragno         |
| Brescia   | 1-5 Ref.  | Sambenedettese |
| Viareggio | 2-3 Ref.  | Pisa           |
| Nettuno   | 5-6 Ref.  | Rimini         |

### Capoliste solitarie
|    | —— | —— | —— | —— | —— | ——   | —— | —— | —— |  |
|    |    |    |    |    |    | Samb |    |    |    |  |
|    |    |    |    |    |    |      |    |    |    |  |
|    |    |    |    |    |    |      |    |    |    |  |
| 1ª | 2ª | 3ª | 4ª | 5ª | 6ª | 7ª   | 8ª | 9ª |    |  |

## Girone B

### Classifica[22]
|  | Pos. | Squadra             | Pt | G | V | N | P | GF | GS | DR  |
|  | ---- | ------------------- | -- | - | - | - | - | -- | -- | --- |
|  | 1.   | Catania             | 24 | 9 | 8 | 0 | 1 | 74 | 15 | +59 |
|  | 2.   | Terracina           | 24 | 9 | 8 | 0 | 1 | 56 | 30 | +26 |
|  | 3.   | Ecosistem Catanzaro | 18 | 9 | 6 | 0 | 3 | 41 | 34 | +7  |
|  | 4.   | Palazzolo           | 18 | 9 | 6 | 0 | 3 | 48 | 43 | +5  |
|  | 5.   | Napoli              | 18 | 9 | 6 | 0 | 3 | 52 | 34 | +18 |
|  | 6.   | Sicilia             | 15 | 9 | 5 | 0 | 4 | 40 | 44 | -4  |
|  | 7.   | Catania SSD         | 7  | 9 | 3 | 0 | 6 | 43 | 58 | -15 |
|  | 8.   | Villasimius         | 6  | 9 | 2 | 0 | 7 | 31 | 45 | -14 |
|  | 9.   | Ecosistem Lamezia   | 3  | 9 | 1 | 0 | 8 | 31 | 55 | -24 |
|  | 10.  | Atletico Licata     | 0  | 9 | 0 | 0 | 9 | 18 | 76 | -58 |

      Ammesse alla fase finale.

### 1ª Tappa - Quartu Sant’Elena[23]

#### 1ª Giornata[24]
| Squadra 1                   | Risultato | Squadra 2           |
| --------------------------- | --------- | ------------------- |
| Sicilia BS                  | 3-5 Ref.  | Terranova Terracina |
| Napoli                      | 7-9 Ref.  | Palazzolo           |
| Ecosistem Futura Energia CZ | 2-1 Ref.  | Canalicchio         |
| Lamezia Terme               | 3-7 Ref.  | Villasimius         |
| Catania BS                  | 16-1 Ref. | Atletico Licata     |

#### 2ª Giornata[25]
| Squadra 1                   | Risultato | Squadra 2           |
| --------------------------- | --------- | ------------------- |
| Catania BS                  | 11-1 Ref. | Palazzolo           |
| Canalicchio                 | 8-3 Ref.  | Atletico Licata     |
| Sicilia BS                  | 8-4 Ref.  | Lamezia Terme       |
| Ecosistem Futura Energia CZ | 3-2 Ref.  | Villasimius         |
| Napoli                      | 1-6 Ref.  | Terranova Terracina |

#### 3ª Giornata[26]
| Squadra 1                   | Risultato | Squadra 2           |
| --------------------------- | --------- | ------------------- |
| Canalicchio                 | 6-7 Ref.  | Sicilia BS          |
| Lamezia Terme               | 0-6 Ref.  | Catania BS          |
| Palazzolo                   | 6-3 Ref.  | Atletico Licata     |
| Ecosistem Futura Energia CZ | 4-3 Ref.  | Napoli              |
| Villasimius                 | 4-8 Ref.  | Terranova Terracina |

### 2ª Tappa - San Benedetto del Tronto[8][9]

#### 1ª Giornata[27]
| Squadra 1           | Risultato          | Squadra 2                   |
| ------------------- | ------------------ | --------------------------- |
| Palazzolo           | 2-3 Ref.           | Ecosistem Futura Energia CZ |
| Napoli              | 6-2 Ref.           | Lamezia Terme               |
| Terranova Terracina | 8-1 Ref.           | Atletico Licata             |
| Villasimius         | 4-4 (5-7 dcr) Ref. | Canalicchio                 |
| Sicilia BS          | 1-10 Ref.          | Catania BS                  |

#### 2ª Giornata[28]
| Squadra 1                   | Risultato | Squadra 2           |
| --------------------------- | --------- | ------------------- |
| Canalicchio                 | 3-5 Ref.  | Palazzolo           |
| Atletico Licata             | 0-3 Ref.  | Villasimius         |
| Ecosistem Futura Energia CZ | 3-4 Ref.  | Sicilia BS          |
| Lamezia Terme               | 2-3 Ref.  | Terranova Terracina |
| Catania BS                  | 3-4 Ref.  | Napoli              |

#### 3ª Giornata[29]
| Squadra 1           | Risultato | Squadra 2                   |
| ------------------- | --------- | --------------------------- |
| Terranova Terracina | 6-2 Ref.  | Ecosistem Futura Energia CZ |
| Palazzolo           | 4-1 Ref.  | Sicilia BS                  |
| Canalicchio         | 2-10 Ref. | Catania BS                  |
| Atletico Licata     | 2-4 Ref.  | Lamezia Terme               |
| Villasimius         | 3-5 Ref.  | Napoli                      |

### 3ª Tappa - Giugliano in Campania[30]

#### 1ª Giornata[31]
| Squadra 1     | Risultato | Squadra 2                   |
| ------------- | --------- | --------------------------- |
| Sicilia BS    | 7-5 Ref.  | Villasimius                 |
| Palazzolo     | 6-7 Ref.  | Terranova Terracina         |
| Catania BS    | 8-5 Ref.  | Ecosistem Futura Energia CZ |
| Lamezia Terme | 5-7 Ref.  | Canalicchio                 |
| Napoli        | 13-2 Ref. | Atletico Licata             |

#### 2ª Giornata[32]
| Squadra 1           | Risultato | Squadra 2                   |
| ------------------- | --------- | --------------------------- |
| Palazzolo           | 8-6 Ref.  | Lamezia Terme               |
| Atletico Licata     | 3-11 Ref. | Ecosistem Futura Energia CZ |
| Villasimius         | 0-5 Ref.  | Catania BS                  |
| Terranova Terracina | 12-6 Ref. | Canalicchio                 |
| Sicilia BS          | 2-4 Ref.  | Napoli                      |

#### 3ª Giornata[33]
| Squadra 1           | Risultato | Squadra 2                   |
| ------------------- | --------- | --------------------------- |
| Villasimius         | 2-7 Ref.  | Palazzolo                   |
| Atletico Licata     | 3-7 Ref.  | Sicilia BS                  |
| Lamezia Terme       | 5-8 Ref.  | Ecosistem Futura Energia CZ |
| Terranova Terracina | 1-5 Ref.  | Catania BS                  |
| Canalicchio         | 3-9 Ref.  | Napoli                      |

### Capoliste solitarie
|    | —— | —— | —— | ——        | —— | —— | —— | —— | —— |  |
|    |    |    |    | Terracina |    |    |    |    |    |  |
|    |    |    |    |           |    |    |    |    |    |  |
|    |    |    |    |           |    |    |    |    |    |  |
| 1ª | 2ª | 3ª | 4ª | 5ª        | 6ª | 7ª | 8ª | 9ª |    |  |

## Statistiche gironi

### Statistiche girone A

#### Capoliste solitarie
|    | —— | —— | —— | —— | —— | ——             | —— | —— | —— |  |
|    |    |    |    |    |    | Sambenedettese |    |    |    |  |
|    |    |    |    |    |    |                |    |    |    |  |
|    |    |    |    |    |    |                |    |    |    |  |
| 1ª | 2ª | 3ª | 4ª | 5ª | 6ª | 7ª             | 8ª | 9ª |    |  |

#### Classifica in divenire
|                | 1ª | 2ª | 3ª | 4ª | 5ª | 6ª | 7ª | 8ª | 9ª |
| -------------- | -- | -- | -- | -- | -- | -- | -- | -- | -- |
| Sambenedettese | 3  | 6  | 9  | 12 | 15 | 18 | 21 | 24 | 27 |
| Lazio BS       | 3  | 6  | 9  | 12 | 15 | 18 | 18 | 21 | 24 |
| Pisa           | 3  | 3  | 6  | 9  | 9  | 12 | 15 | 18 | 21 |
| Viareggio      | 3  | 6  | 9  | 12 | 15 | 15 | 18 | 18 | 18 |
| Brescia BS     | 0  | 0  | 3  | 6  | 9  | 12 | 14 | 14 | 14 |
| Nettuno        | 0  | 3  | 3  | 3  | 3  | 3  | 6  | 6  | 6  |
| Bragno         | 0  | 0  | 0  | 0  | 0  | 3  | 3  | 3  | 6  |
| Vastese        | 3  | 3  | 3  | 3  | 6  | 6  | 6  | 6  | 6  |
| Romagna BS     | 0  | 3  | 3  | 3  | 3  | 3  | 3  | 6  | 6  |
| Rimini         | 0  | 0  | 0  | 0  | 0  | 0  | 0  | 3  | 6  |

### Statistiche girone B

#### Capoliste solitarie
|    | —— | —— | —— | ——                  | —— | —— | —— | —— | —— |  |
|    |    |    |    | Terranova Terracina |    |    |    |    |    |  |
|    |    |    |    |                     |    |    |    |    |    |  |
|    |    |    |    |                     |    |    |    |    |    |  |
| 1ª | 2ª | 3ª | 4ª | 5ª                  | 6ª | 7ª | 8ª | 9ª |    |  |

#### Classifica in divenire
|                 | 1ª | 2ª | 3ª | 4ª | 5ª | 6ª | 7ª | 8ª | 9ª |
| --------------- | -- | -- | -- | -- | -- | -- | -- | -- | -- |
| Catania         | 3  | 6  | 9  | 12 | 12 | 15 | 18 | 21 | 24 |
| Terracina       | 3  | 6  | 9  | 12 | 15 | 18 | 21 | 24 | 24 |
| Catanzaro       | 3  | 6  | 9  | 12 | 12 | 12 | 12 | 15 | 18 |
| Palazzolo       | 3  | 3  | 6  | 6  | 9  | 12 | 12 | 15 | 18 |
| Napoli          | 0  | 0  | 0  | 3  | 6  | 9  | 12 | 15 | 18 |
| Sicilia BS      | 0  | 3  | 6  | 6  | 9  | 9  | 12 | 12 | 15 |
| Canalicchio BS  | 0  | 3  | 3  | 4  | 4  | 4  | 7  | 7  | 7  |
| Villasimius     | 3  | 3  | 3  | 3  | 6  | 6  | 6  | 6  | 6  |
| Lamezia Terme   | 0  | 0  | 0  | 0  | 0  | 3  | 3  | 3  | 3  |
| Atletico Licata | 0  | 0  | 0  | 0  | 0  | 0  | 0  | 0  | 0  |

### Statistiche generali

#### Primati stagionali
Squadre
- Maggior numero di vittorie: Sambenedettese (9)
- Minor numero di sconfitte: Sambenedettese (0)
- Miglior attacco: Catania (74 gol fatti)
- Miglior difesa: Catania (15 gol subìti)
- Miglior differenza reti: Catania (+59)
- Maggior numero di sconfitte: Atletico Licata (9)
- Minor numero di vittorie: Atletico Licata (0)
- Maggior numero di vittorie consecutive: Sambenedettese (9, 1ª-9ª)
- Maggior numero di sconfitte consecutive: Atletico Licata (9, 1ª-9ª)
- Peggior attacco: Atletico Licata (18 gol fatti)
- Peggior difesa: Atletico Licata (76 gol subiti)
- Peggior differenza reti: Benevento (−58)

Partite
- Più gol: Terracina-Canalicchio CT 12-6 (18)
- Maggiore scarto di gol: Catania-Atletico Licata 16-1 (15)
- Maggior numero di reti in una giornata: 60 (7ª giornata girone B)
- Minor numero di reti in una giornata: 30 (5ª giornata girone B)

## Playoff
Di seguito le partite dei playoff.

### Tabellone
|  | Quarti di finale | Quarti di finale    | Quarti di finale |                |   | Semifinali          | Semifinali | Semifinali |  |  | Finale | Finale  | Finale |
|  |                  |                     |                  |                |   |                     |            |            |  |  |        |         |        |
|  | 1                | Lazio               | 6 (2)            |                |   |                     |            |            |  |  |        |         |        |
|  | 8                | Ecosistem Catanzaro | 6 (3)            |                |   |                     |            |            |  |  |        |         |        |
|  | 8                | Ecosistem Catanzaro | 6 (3)            |                |   | Ecosistem Catanzaro | 5          |            |  |  |        |         |        |
|  |                  |                     |                  |                |   | Ecosistem Catanzaro | 5          |            |  |  |        |         |        |
|  |                  |                     | Catania          | 11             |   |                     |            |            |  |  |        |         |        |
|  | 4                | Catania             | Catania          | 11             | 7 |                     |            |            |  |  |        |         |        |
|  | 4                | Catania             |                  |                | 7 |                     |            |            |  |  |        |         |        |
|  | 5                | Viareggio           | 2                |                |   |                     |            |            |  |  |        |         |        |
|  |                  |                     |                  |                |   |                     |            |            |  |  |        | Catania | 7      |
|  |                  |                     |                  | Sambenedettese | 4 |                     |            |            |  |  |        |         |        |
|  | 3                | ' Terracina         | 4                |                |   |                     |            |            |  |  |        |         |        |
|  | 6                | Pisa                | 2                |                |   |                     |            |            |  |  |        |         |        |
|  | 6                | Pisa                | 2                |                |   | Terracina           | 1          |            |  |  |        |         |        |
|  |                  |                     |                  |                |   | Terracina           | 1          |            |  |  |        |         |        |
|  |                  |                     | Sambenedettese   | 7              |   |                     |            |            |  |  |        |         |        |
|  | 2                | Sambenedettese      | Sambenedettese   | 7              | 7 |                     |            |            |  |  |        |         |        |
|  | 2                | Sambenedettese      |                  |                | 7 |                     |            |            |  |  |        |         |        |
|  | 7                | Palazzolo           | 6                |                |   |                     |            |            |  |  |        |         |        |

#### Finale 3º-4ºposto
| Squadra 1           | Risultato | Squadra 2 |
| ------------------- | --------- | --------- |
| Ecosistem Catanzaro | 8-11 Ref. | Terracina |

### Quarti
| Catania 10 agosto 2018, ore 14:00 CEST | Lazio                | 6 – 6 (d.t.s.) referto                                                                     | Ecosistem Catanzaro | Fratelli Beretta Beach Arena |
| \| \| \| \| \| Bejamin 1pt’, 10st’, 12st’, Hodel 1st’, Bernardo 2tt’, 10tt’ \| Marcatori \| 4pt’ Perciamontani, 7st’ Galeani, 11st’ Mascaro, 11st’ Morabito, 2tt’, 11tt’ Bassi de Masi \| \| Diego Armando Maradona Junior Platania Bernardo Zagami \| Tiri di rigore 2 – 3 \| Scalese Errigo Bassi de Masi Staffa \| |                      |                                                                                            |                     |                              |
| |                      |                                                                                            |                     |                              |
| Bejamin 1pt’, 10st’, 12st’, Hodel 1st’, Bernardo 2tt’, 10tt’ | Marcatori            | 4pt’ Perciamontani, 7st’ Galeani, 11st’ Mascaro, 11st’ Morabito, 2tt’, 11tt’ Bassi de Masi |                     |                              |
| Diego Armando Maradona Junior Platania Bernardo Zagami | Tiri di rigore 2 – 3 | Scalese Errigo Bassi de Masi Staffa                                                        |                     |                              |

| Catania 10 agosto 2018, ore 17:45 CEST | Catania   | 7 – 2 referto                 | Viareggio | Fratelli Beretta Beach Arena |
| \| \| \| \| \| Eudin 3pt’, Ott 9pt’, Corosiniti 9st’, Fred 11st’, Zurlo 1tt’, 2tt’, Chiavaro 4tt’ \| Marcatori \| 6tt’ Ramacciotti, 10st’ Bryan \| |           |                               |           |                              |
| |           |                               |           |                              |
| Eudin 3pt’, Ott 9pt’, Corosiniti 9st’, Fred 11st’, Zurlo 1tt’, 2tt’, Chiavaro 4tt’                                                                 | Marcatori | 6tt’ Ramacciotti, 10st’ Bryan |           |                              |

| Catania 10 agosto 2018, ore 15:15 CEST                                                                                    | Terracina | 4 – 2 referto                | Pisa | Fratelli Beretta Beach Arena |
| \| \| \| \| \| Duarte 1pt’, Borelli 10pt’, Olleia 10tt’, Carotenuto 11st’ \| Marcatori \| 9pt’ Weirauch, 9tt’ Marrucci \| |           |                              |      |                              |
| |           |                              |      |                              |
| Duarte 1pt’, Borelli 10pt’, Olleia 10tt’, Carotenuto 11st’                                                                | Marcatori | 9pt’ Weirauch, 9tt’ Marrucci |      |                              |

| Catania 10 agosto 2018, ore 16:30 CEST | Sambenedettese | 7 – 6 referto                                                       | Palazzolo | Fratelli Beretta Beach Arena |
| \| \| \| \| \| Jordan 3tt’, 5tt’, 11tt’, Palma 4tt’, 5tt rig.’, Bruno 7tt’, Joseph Jr 8tt’ \| Marcatori \| 1pt’ Sousa, 11pt’, 1st’, 9tt’ Juninho, 6st’ Federici, 4tt’ Mongelli \| |                |                                                                     |           |                              |
| |                |                                                                     |           |                              |
| Jordan 3tt’, 5tt’, 11tt’, Palma 4tt’, 5tt rig.’, Bruno 7tt’, Joseph Jr 8tt’ | Marcatori      | 1pt’ Sousa, 11pt’, 1st’, 9tt’ Juninho, 6st’ Federici, 4tt’ Mongelli |           |                              |

### Semifinali
| Catania 11 agosto 2018, ore 16:30 CEST                                                                           | Terracina | 1 – 7 referto                                                     | Sambenedettese | Fratelli Beretta Beach Arena |
| \| \| \| \| \| Duarte 11st’ \| Marcatori \| 9pt’, 8st’, 9tt’ Moran, 5st’, 1tt’ Palma, 10pt’ Josep, 2st’ Ietri \| |           |                                                                   |                |                              |
| |           |                                                                   |                |                              |
| Duarte 11st’ | Marcatori | 9pt’, 8st’, 9tt’ Moran, 5st’, 1tt’ Palma, 10pt’ Josep, 2st’ Ietri |                |                              |

| Catania 11 agosto 2018, ore 17:45 CEST | Ecosistem Catanzaro | 5 – 11 referto                                                                                     | Catania | Fratelli Beretta Beach Arena |
| \| \| \| \| \| Scalese 1pt’, Staffa 2pt’, Perciontani 2st’, Mascaro 2st’, Bassi de Masi 11tt’ \| Marcatori \| 3pt’, 8pt’, 9tt’ Fred 4pt’ Stankovich, 7pt’, 5tt’ Palmacci, 7st’, 7st’, 2tt’ Ott, 8st’, 9tt’ Zurlo \| |                     | |         |                              |
| |                     | |         |                              |
| Scalese 1pt’, Staffa 2pt’, Perciontani 2st’, Mascaro 2st’, Bassi de Masi 11tt’ | Marcatori           | 3pt’, 8pt’, 9tt’ Fred 4pt’ Stankovich, 7pt’, 5tt’ Palmacci, 7st’, 7st’, 2tt’ Ott, 8st’, 9tt’ Zurlo |         |                              |

### Finale
| Arbitro: | Matticoli, Romani, Bottalico, Ditto |

|                                                                           |           |                                                     |
| Zurlo 2pt’, Stankovic 4pt’, 6pt rig.’, 10st’, Corosiniti 7st’, 1tt’, 2tt’ | Marcatori | 1pt’ Ietri 10pt’ Moran, 10st’ Gentilin, 10tt’ Palma |

## Piazzamenti
Di seguito le partite dei piazzamenti.

### Semifinali 5º-8º posto
| Squadra 1 | Risultato | Squadra 2 |
| --------- | --------- | --------- |
| Lazio     | 7-6 Ref.  | Viareggio |
| Pisa      | 4-1 Ref.  | Palazzolo |

### Finale 7º-8º posto
| Squadra 1 | Risultato | Squadra 2 |
| --------- | --------- | --------- |
| Viareggio | 7-4 Ref.  | Palazzolo |

### Finale 5º-6º posto
| Squadra 1 | Risultato | Squadra 2 |
| --------- | --------- | --------- |
| Lazio     | 3-4 Ref.  | Pisa      |

## Statistiche

### Primati stagionali
Squadre
- Maggior numero di vittorie: Catania (3)
- Minor numero di sconfitte: Catania (0)
- Miglior attacco: Catania (25 gol fatti)
- Miglior difesa: Catania (9 gol subìti)
- Miglior differenza reti: Catania (+16)
- Maggior numero di vittorie consecutive: Catania (3)
- Peggior attacco: Pisa (10 gol fatti)
- Peggior difesa: Ecosistem CZ (28 gol subiti)

Partite
- Più gol: Ecosistem CZ-Terracina 8-11 (19)
- Maggiore scarto di gol: Catania-Ecosistem CZ 11-5 (6)

## Classifica finale
| Posizione | Squadra        |
| --------- | -------------- |
|           | Catania        |
| 2         | Sambenedettese |
| 3         | Terracina      |
| 4         | Catanzaro      |
| 5         | Pisa           |
| 6         | Lazio          |
| 7         | Viareggio      |
| 8         | Palazzolo      |